# Сёдерман, Якоб-Магнус
Якоб-Магнус Сёдерман (фин. Jacob Söderman; род. 19 марта 1938, Хельсинки) — первый Европейский омбудсмен, известный политический деятель Финляндии, депутат парламента Финляндии (1972—1982, 2007—2011). Юрист.

## Биография
Якуб Сёдерман родился 19 марта 1938 года в Хельсинки. Его отец, Джон Санфрид Сёдерман, был капитаном дальнего плавания, а мать — Ракель Сёдерман (урождённая Роос), магистром философии.
В 1962 году он окончил юридический факультет Хельсинкского университета. После его окончания работал в судебной системе Финляндии.
С 1967 года по 1971 год Сёдерман являлся директором Ассоциации шведскоязычных муниципалитетов Финляндии. В 1971 году некоторое время занимал должность Министра юстиции Финляндии.
Затем на протяжении 11 лет был главой департамента безопасности труда Министерства социальных дел и здравоохранения Финляндии. Параллельно с этим, с 4 апреля 1972 года по 30 июня 1982 года являлся депутатом финского парламента.
С 1982 года по 1989 год Сёдерман был губернатором провинции Уусимаа.
С 1989 года по 1995 год он являлся парламентским омбудсменом Финляндии. В июле 1995 года назначен Европейским Парламентом на должность Европейского омбудсмена. В 1999 году был переизбран на второй срок.

## Личная жизнь
Якоб Сёдерман увлекается джазом, литературой, футболом и велосипедным спортом. Владеет четырьмя европейскими языками. Жена — Райа Каарина Сёдерман (урождённая Иммонен). Дети — Лисбет, Диса, Питер.